# Yvonne Sciò

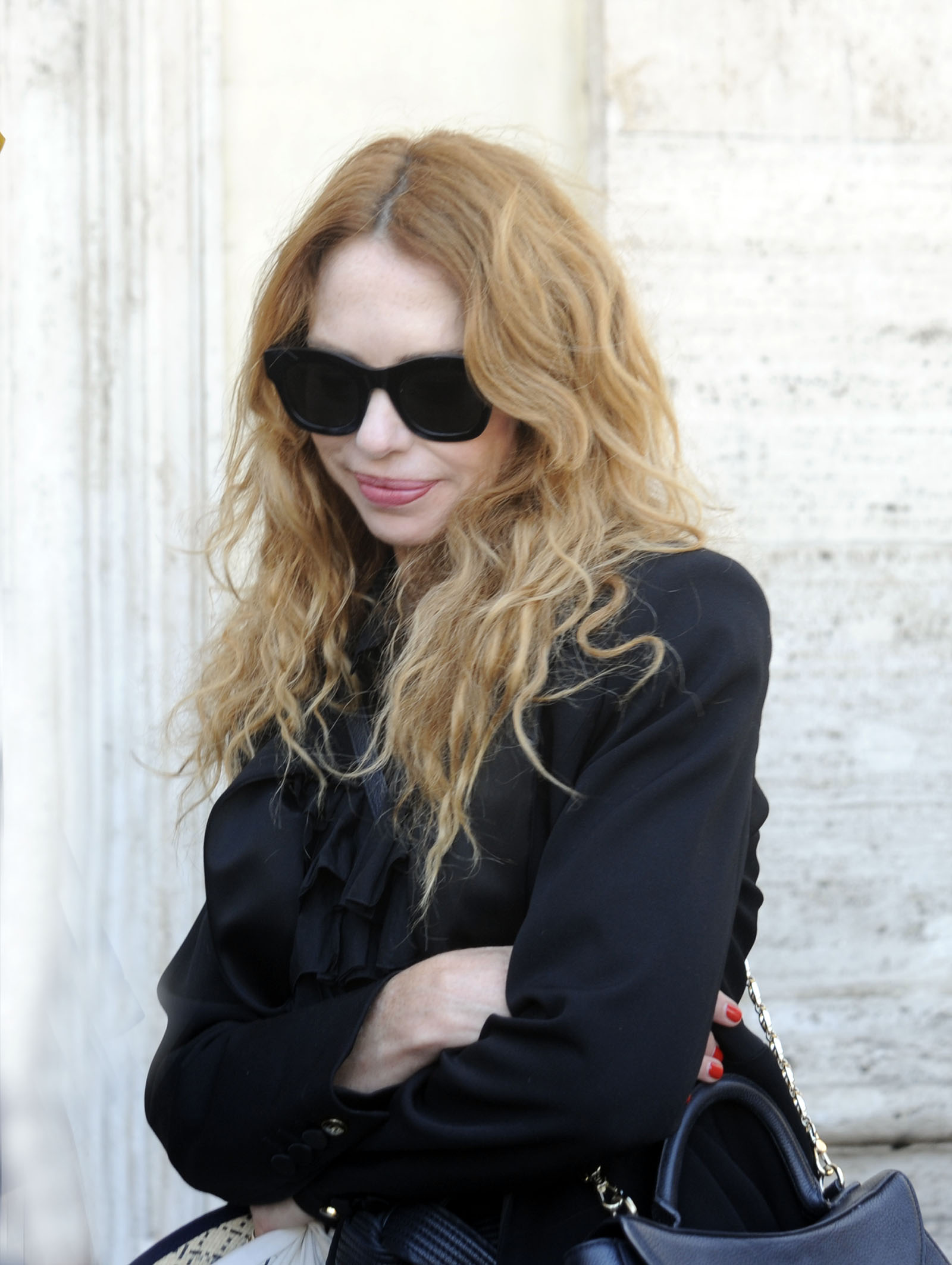
Yvonne Sciò (2024)

Yvonne Sciò (* 1. Januar 1969 in Rom, Italien; auch Yvonne Brulatour Sciò) ist eine italienische Schauspielerin.

## Leben und Leistungen
Yvonne Sciò wurde durch eine Telefon-Werbung bekannt, die zehn Jahre lang im italienischen Fernsehen lief. Als Schauspielerin trat sie im Theater in Italien und New York auf. Sie spricht Italienisch, Französisch, Spanisch und Englisch und hat in all diesen Sprachen in verschiedenen Ländern Filme gedreht.
In der dramatischen Agentenserie Nikita ist Yvonne Sciò in zwei Folgen als Lisa Fanning zu sehen. Sie spielte die unglücklich verheiratete Ehefrau des gewalttätigen David Fanning, dargestellt von Douglas O’Keeffe. Ursprünglich sprach Sciò für die Hauptrolle dieser Serie vor, doch Peta Wilson bekam sie. Einige ihrer Filme sind: die Miniserie Stephen Kings Haus der Verdammnis (2002) mit Nancy Travis, die Teenie-Komödie Das sexte Semester (2002) mit Barry Watson, die Komödie Der rosarote Panther (2006) mit Steve Martin und der Spielfilm Das Haus der Lerchen (2007) mit Moritz Bleibtreu.
Seit 2005 ist Sciò mit dem Filmproduzenten Stefano Dammicco verheiratet.

## Filmografie (Auswahl)
- 1988: Rally (Fernsehserie)
- 1988: Dinner with the Vampire (A cena col vampiro)
- 1990: Eine Nacht mit Alice (Stasera a casa di Alice)
- 1993: Estelle (Le Château des oliviers) (Miniserie)
- 1995: Der Marshal (The Marshal) (Folge Pass the Gemelli)
- 1997: Das Leben und Ich (Boy Meets World) (Folge No Guts, No Cory)
- 1997, 1998: Die Nanny (The Nanny) (Folgen Fransom, The Best Man)
- 1997, 1998: Nikita (La Femme Nikita) (Folgen 1.15 Besessen bzw. Obsessed, 2.14 Ausgleichende Gerechtigkeit bzw. Double Date)
- 1999: Zwillinge verliebt in Paris (Passport to Paris)
- 2002: Stephen Kings Haus der Verdammnis (Stephen King's Rose Red) (Miniserie)
- 2002: Das sexte Semester (Sorority Boys)
- 2005: Torrente 3: el protector
- 2006: Der rosarote Panther (The Pink Panther)
- 2007: Das Haus der Lerchen (La Masseria delle allodole)